# Kazimieras Vasiliauskas (duchowny)
Kazimieras Vasiliauskas (ur. 9 kwietnia 1922 we wsi Kateliškiai, rejon birżański, zm. 14 października 2001 w Wilnie) – litewski duchowny rzymskokatolicki, uczestnik ruchu dysydenckiego w okresie rządów radzieckich.

## Życiorys
Studiował w Seminarium Duchownym w Kownie, a od 1942 w Wyższym Seminarium Duchownym w Wilnie. Po otrzymaniu w 1946 święceń kapłańskich posługiwał jako wikariusz w parafiach w Koleśnikach i Święcianach, a od 1948 w parafii św. Teresy i kaplicy Ostrobramskiej w Wilnie. Brał udział w działalności konspiracyjnego towarzystwa kolegium Marii Panny Ostrobramskiej. Został usunięty ze stanowiska i mianowany administratorem parafii w Wielkiej Rzeszy.
W 1949 aresztowany przez władze radzieckie i oskarżony o działalność antyradziecką. Zarzucono mu kontakty ze zbrojnym podziemiem i skazano za "zdradę ojczyzny i agitację antyradziecką" na 10 lat łagru. Od 1950 przebywał w obozie w Incie, pracował w kopalni węgla. W 1957 ponownie aresztowany, został skierowany do obozu w Workucie. W 1958 został zwolniony z zakazem powrotu na Litwę i pracy jako duchowny. Do 1968 mieszkał w Dyneburgu, gdzie pracował jako ładowacz, księgowy w kołchozie i elektryk.
W 1969 otrzymał pozwolenie na powrót na Litwę. Został mianowany proboszczem parafii w Oranach, a w 1975 wikariuszem pomocniczym w parafii św. Rafała Archanioła w Wilnie. Utrzymywał kontakty z podziemnym ruchem dysydenckim na Litwie, w tym z Litewską Grupą Helsińską: w 1975 gościł w swoim mieszkaniu Andrieja Sacharowa przybyłego do Wilna na proces Siergieja Kowalowa.
W 1989 po przekazaniu kościołowi archikatedry wileńskiej został proboszczem parafii archikatedralnej. W tym samym roku otrzymał godność kapelana papieskiego. Funkcję proboszcza parafii archikatedralnej sprawował do 1997. W latach 1993–1995 był również rektorem Wyższego Seminarium Duchownego w Wilnie. W 1997 przeszedł na emeryturę, posługiwał w kościele św. Mikołaja w Wilnie.
Pochowany na cmentarzu na Antokolu.
W 2006 na budynku domu, w którym mieszkał (przy ul. Pylimo 6) w latach 1990–2001 odsłonięto tablicę pamiątkową. W 2010 zostały odsłonięte: pomnik Kazimierasa Vasiliauskasa na skwerze przy kościele św. Rafała oraz tablica pamiątkowa na murze kościoła.

## Publikacje
- Šviesi vilties žvaigždė, 2001
- Iki švytėjimo: Kazimiero Vasiliausko laiškai Zitai Žemaitytei, 1950–1972, 2004 (pośmiertnie)

## Nagrody i odznaczenia
- Krzyż Oficerski Orderu Wielkiego Księcia Giedymina (1994)
- statuetka św. Krzysztofa (1996)
- tytuł Honorowego Obywatela Miasta Wilna (2000)[1]